# Bulbophyllum pahudii
Bulbophyllum pahudii är en orkidéart som först beskrevs av De Vriese, och fick sitt nu gällande namn av Heinrich Gustav Reichenbach. Bulbophyllum pahudii ingår i släktet Bulbophyllum och familjen orkidéer. Inga underarter finns listade i Catalogue of Life.